# Galluskirche (Pappenheim)

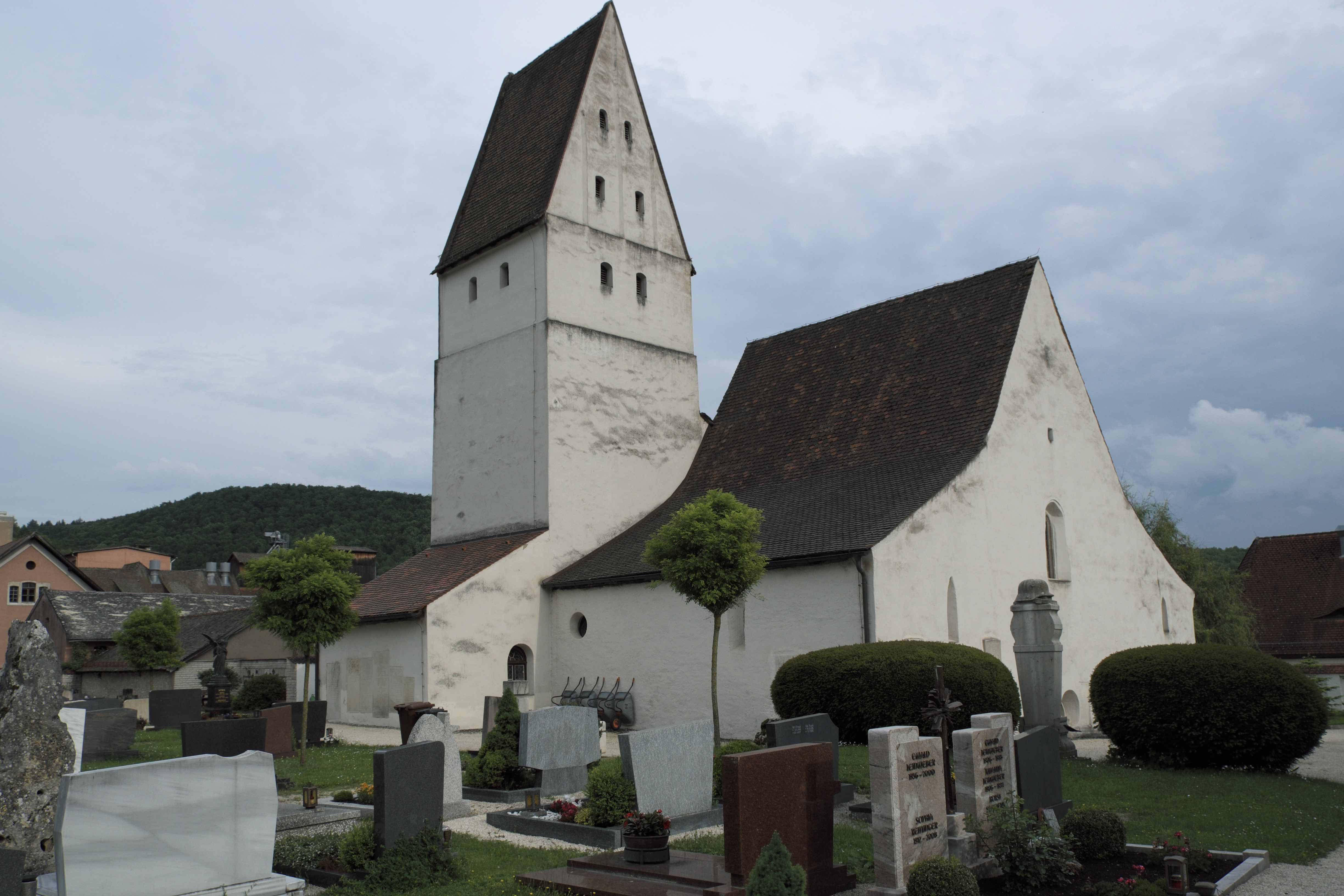
Galluskirche

Die St.-Gallus-Kirche, meist als Galluskirche bezeichnet, ist eine evangelisch-lutherische Kirche in Pappenheim im mittelfränkischen Landkreis Weißenburg-Gunzenhausen. Die jetzige Friedhofskirche aus dem 9. Jahrhundert ist das älteste Kirchenbauwerk karolingischen Ursprungs in Franken, eine der ältesten Kirchen im süddeutschen Raum sowie das älteste Gebäude in Pappenheim. Das Gebäude ist unter der Denkmalnummer D-5-77-158-31 als Baudenkmal in die Bayerische Denkmalliste eingetragen. Die untertägigen Bestandteile der Kirche sind zusätzlich als Bodendenkmal (Nummer D-5-7031-0256) eingetragen. Die Kirche gehört der Pfarrei Pappenheim im Evangelisch-Lutherischen Dekanat Pappenheim an.

## Lage
Die Kirche markiert den anfänglichen Siedlungsbereich Pappenheims, bevor man sich nahe der heutigen Burgruine ansiedelte. Heute liegt die Kirche nördlich der Altmühl und des historischen Stadtkerns. Die postalische Adresse lautet Dechantshof 8.

## Geschichte
Einer Schenkung vom 12. November 802 der Edlen Frau Reginsind an das Kloster St. Gallen,
dessen Schutzpatron der hl. Gallus ist, geht das für die Region äußerst ungewöhnliche Patrozinium zurück. Das Kloster erbaute im 9. Jahrhundert die einschiffige Saalkirche als Pappenheimer Pfarrkirche. Vermutlich erfolgte im 11. Jahrhundert ein Umbau, da 1060 eine Neuweihe dokumentiert ist. Auf diesen Umbau ist möglicherweise die Erweiterung des Mittelschiffs  sowie der Einbau schmaler Fenster im Obergaden zurückzuführen. Im Mittelalter gab es vom 13. bis zum 15. Jahrhundert mehrere Veränderungen der Kirche zum Zeitgeschmack passenden Gotik. So gab es eine Vergrößerung der kleinen Kirche durch den Anbau von Seitenschiffen, wobei die großen spitzbögigen Arkaden ausgebrochen wurden. Weiter wurden im 15. Jahrhundert der Chor, die Seitenkapelle und eine Sakristei errichtet. Bis zur Reformation 1539/1540 fungierte die Galluskirche als Pfarrkirche von Pappenheim. Seitdem dient sie lediglich als Friedhofskirche. 1953 fand eine umfassende Renovierung statt. Dabei fand man etliche Malereien und die Kanzel von 1700 wurde entfernt. Der Besitzer des Bauwerks ist heute die Stadt Pappenheim.

## Baubeschreibung
Die im Kern aus dem 9. Jahrhundert stammende, romanische Galluskirche enthält Elemente von der Karolingerzeit bis zur Gotik. Das architektonisch eher schlichte Bauwerk ist dreischiffig und war ursprünglich aber eine basilikale Anlage. Am Ostgiebel gibt es ein um 1450 angebrachtes Fachwerk. Der mächtige Kirchturm trägt ein Satteldach und wurde im 11. Jahrhundert errichtet. An der Außenwand befinden sich zwei Steintafeln mit den Inschriften „Die Stadt Pappenheim ihren treuen Toten 1914–1918 – ihren gefallenen Söhnen zum Gedenken die Stadt Buchau Sudetenland“ und „Zum Gedenken an die gewaltsame Vertreibung der Deutschen aus ihrer angestammten Heimat 1945–1946 Sudetendeutsche Landsmannschaft Ortsgruppe Pappenheim Bay.“

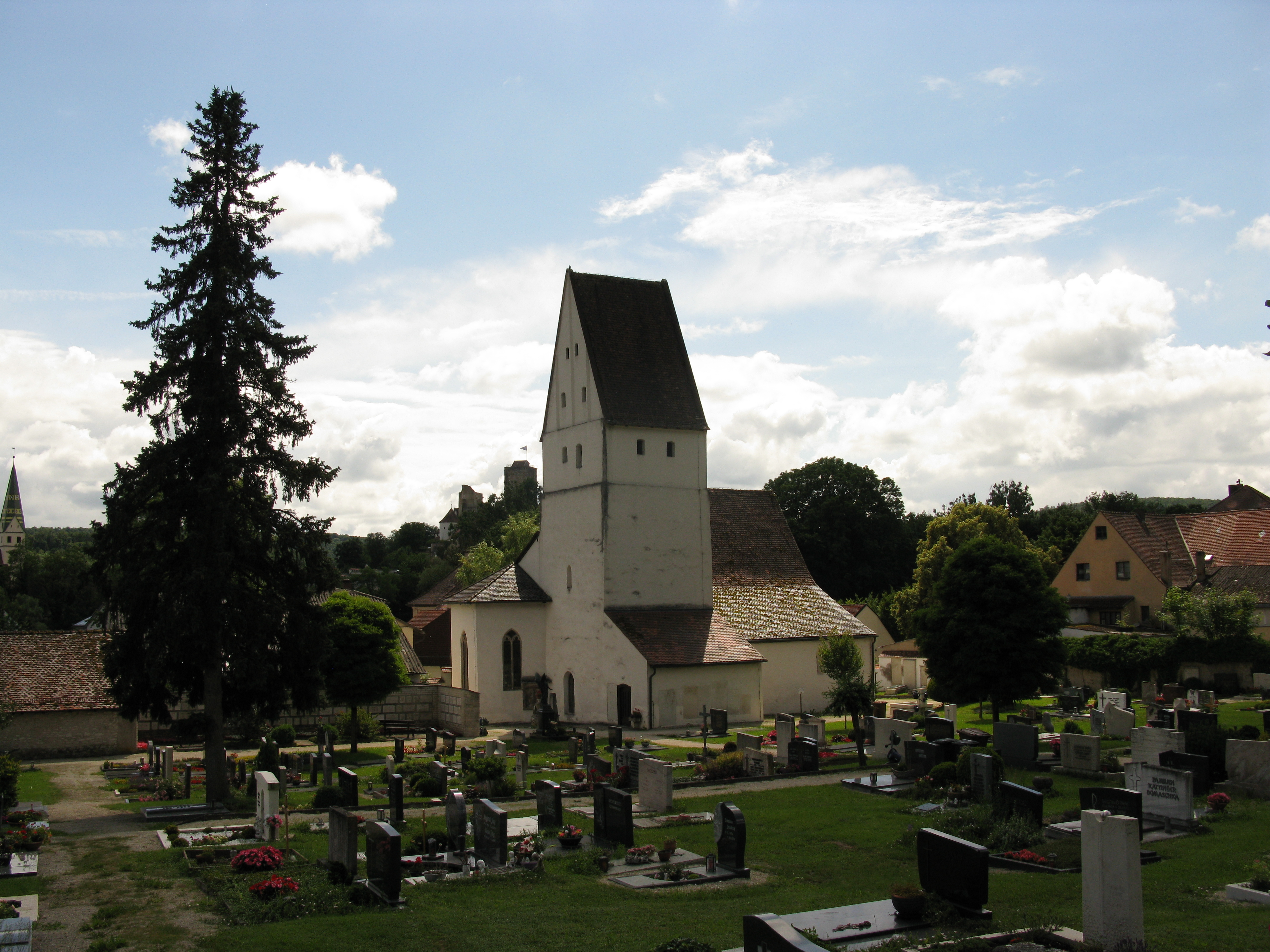
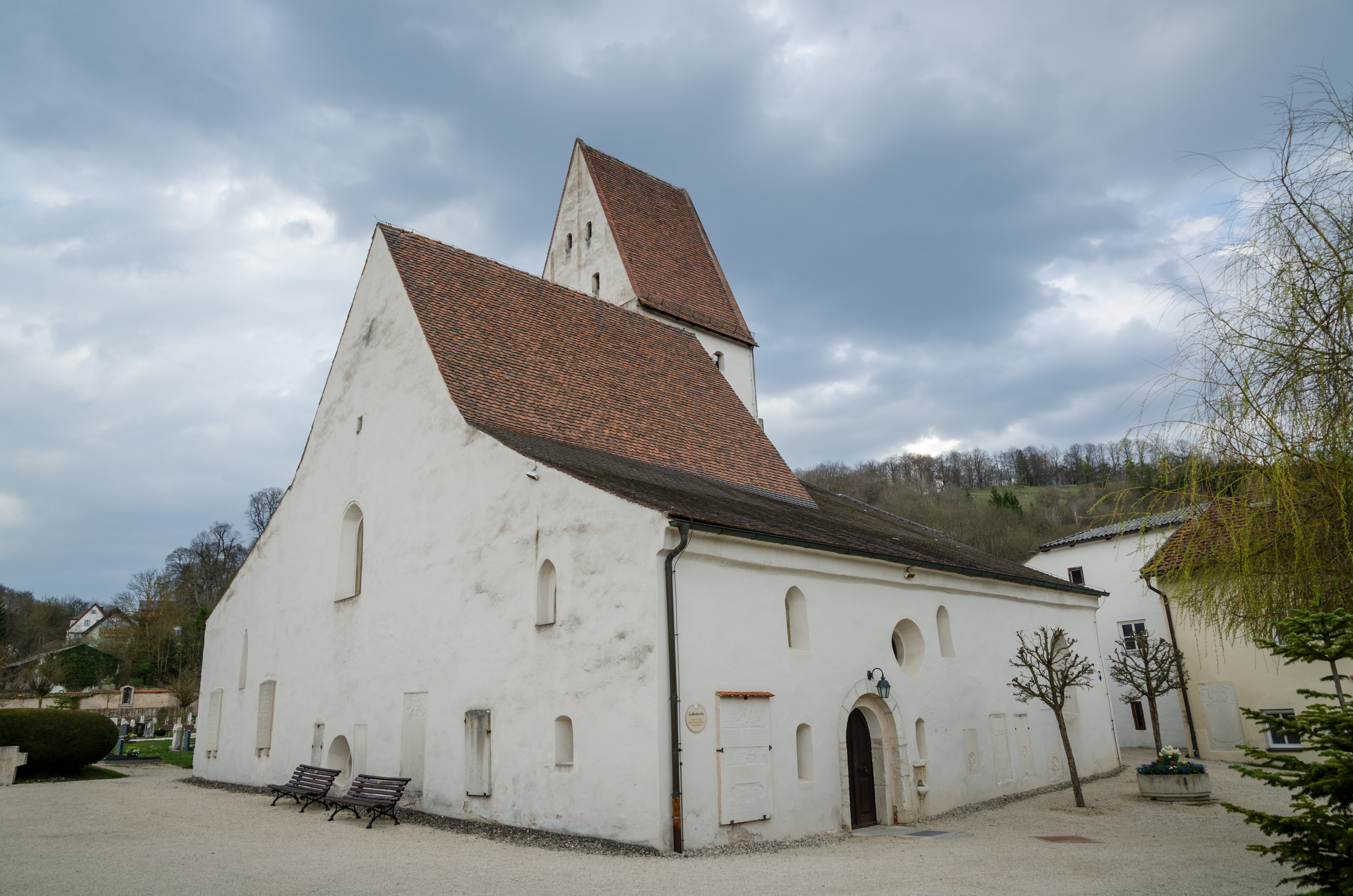
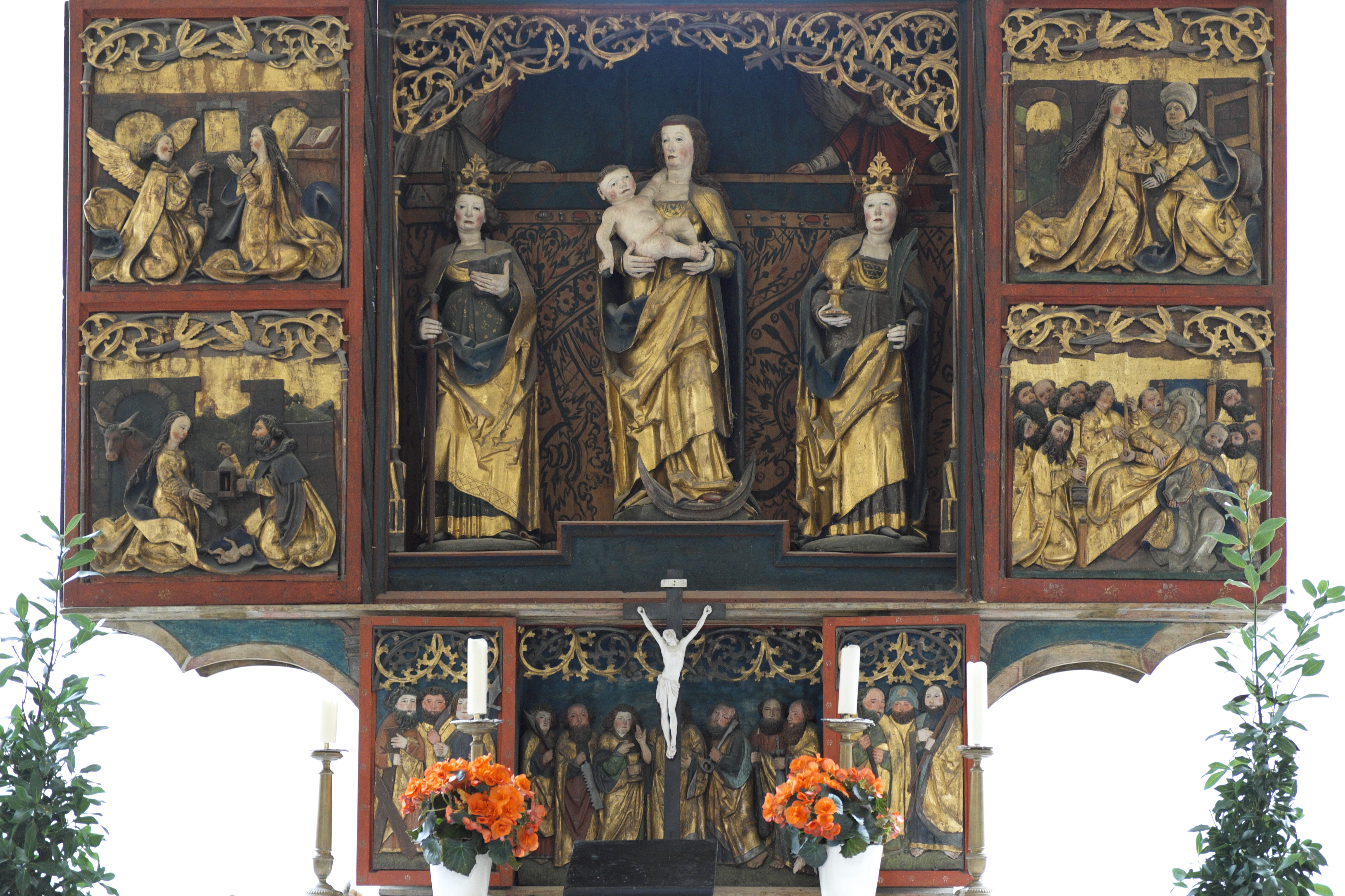
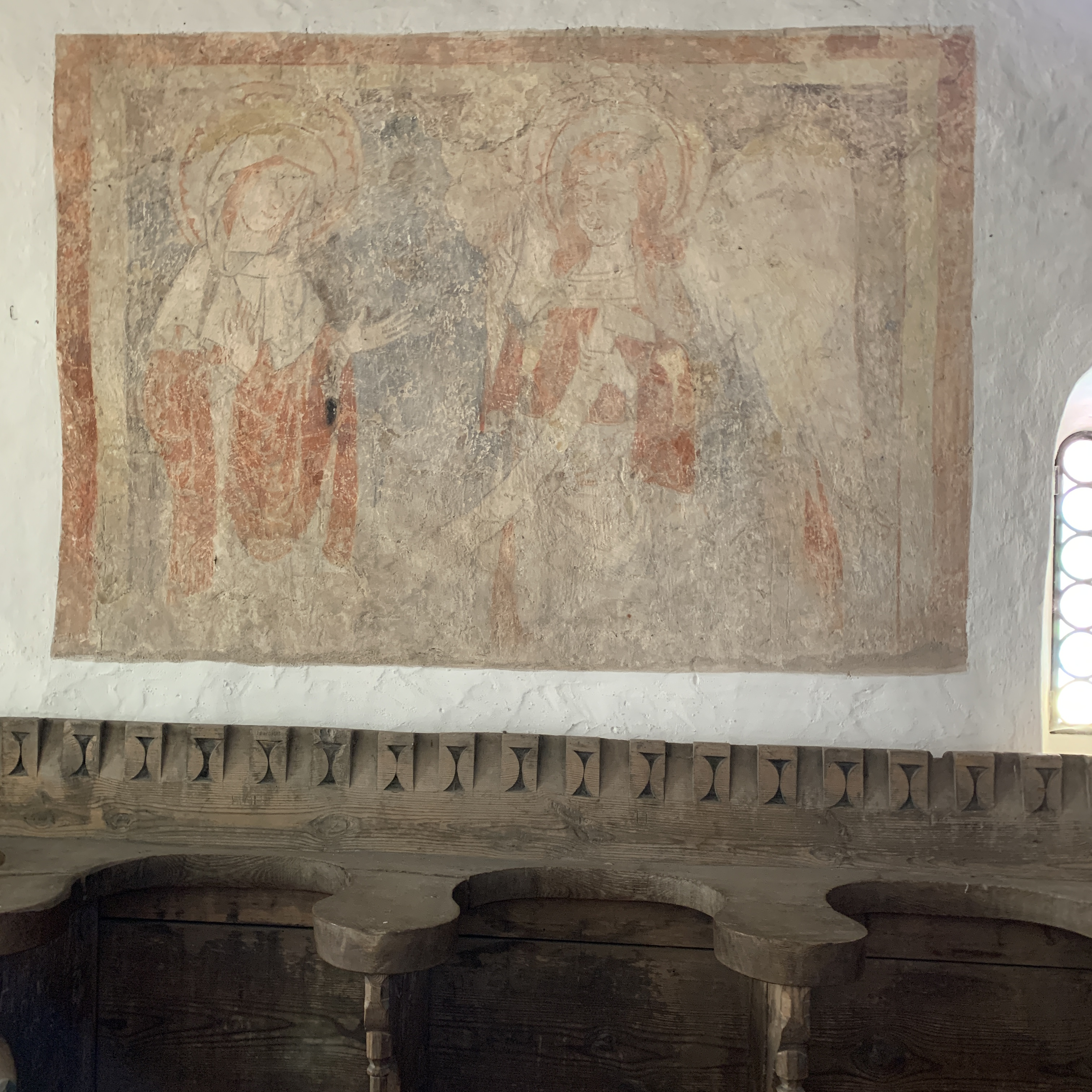

## Inventar
Der Altar ist spätgotisch, wurde um 1520 geschaffen und hat im Schrein Plastiken der hl. Barbara, hl. Katharina sowie Maria mit Kind. Es entstand unter dem Einfluss Nürnberger Meister. Die Flügel zeigen im geöffneten Zustand mehrere Reliefs. Das steinerne, sechs Meter hohe Sakramentshaus ist von 1468. Sein Gehäuse lagert auf einer gewundenen Säule. Im Mittelteil sind Engelsfiguren mit Schriftbändern zu sehen. Der Auszug, ein von Fialen flankierter Baldachin, birgt die Figur Christi in der Darstellung des Schmerzensmanns.  Das Gestühl sowie die Mondsichelmadonna sind aus dem 14. oder 15. Jahrhundert. Reste des spätgotischen Gestühls sind auf den Zeitraum zwischen dem frühen 15. Jahrhundert und dem Jahr 1500 datiert.
Der Marienaltar dürfte um 1520 unter dem Einfluss Nürnberger Meister entstanden sein. 1953 fand man bei einer Renovierung mehrere Wandmalereien aus dem 13. Jahrhundert. Sie zeigen Christus, die Verkündigung Mariens und das Jüngste Gericht. Ein weiteres Wandgemälde zeigt die St. Gallus-Legende.

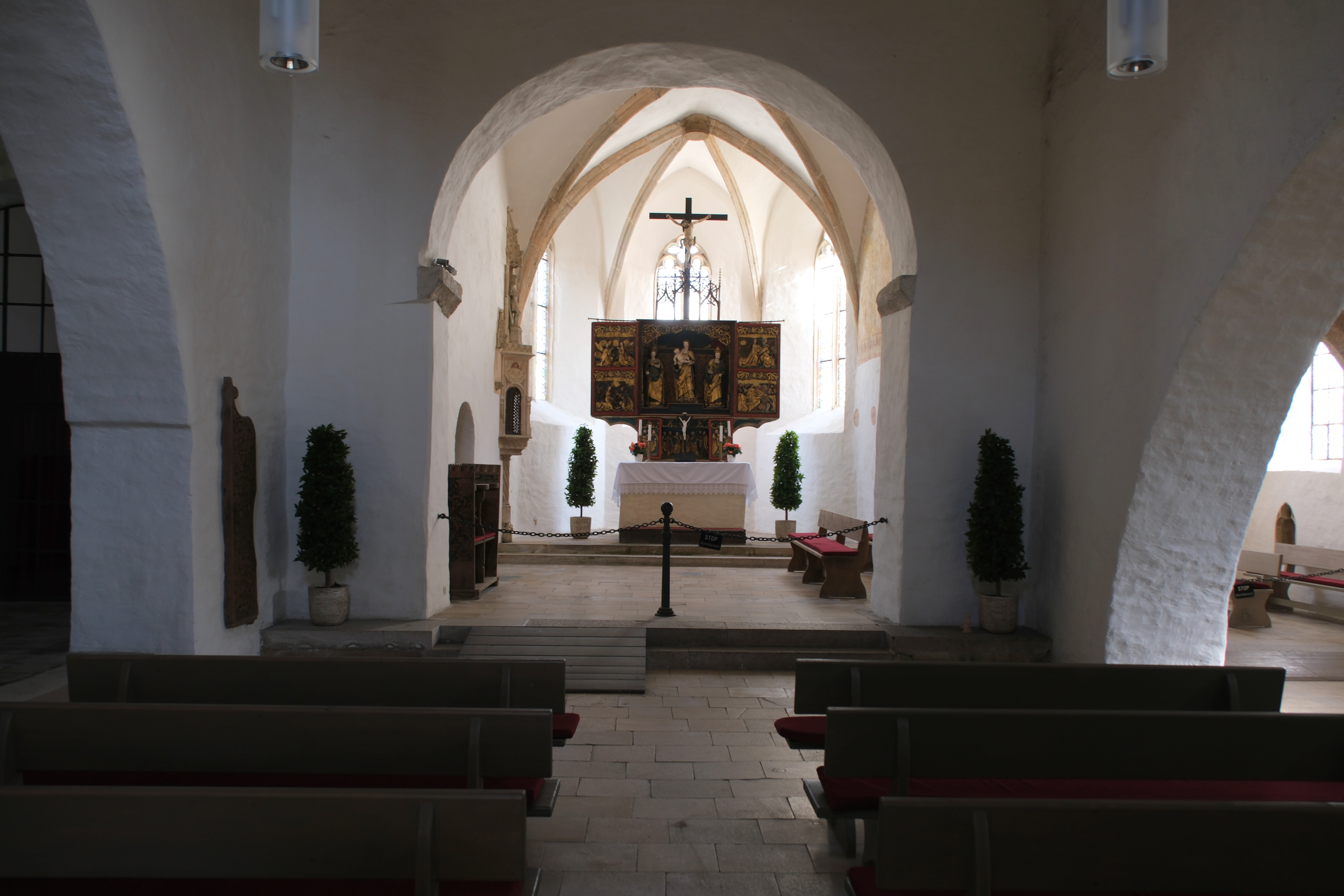
Karolingischer Saal mit Chorraum, dahinter gotische Apsis
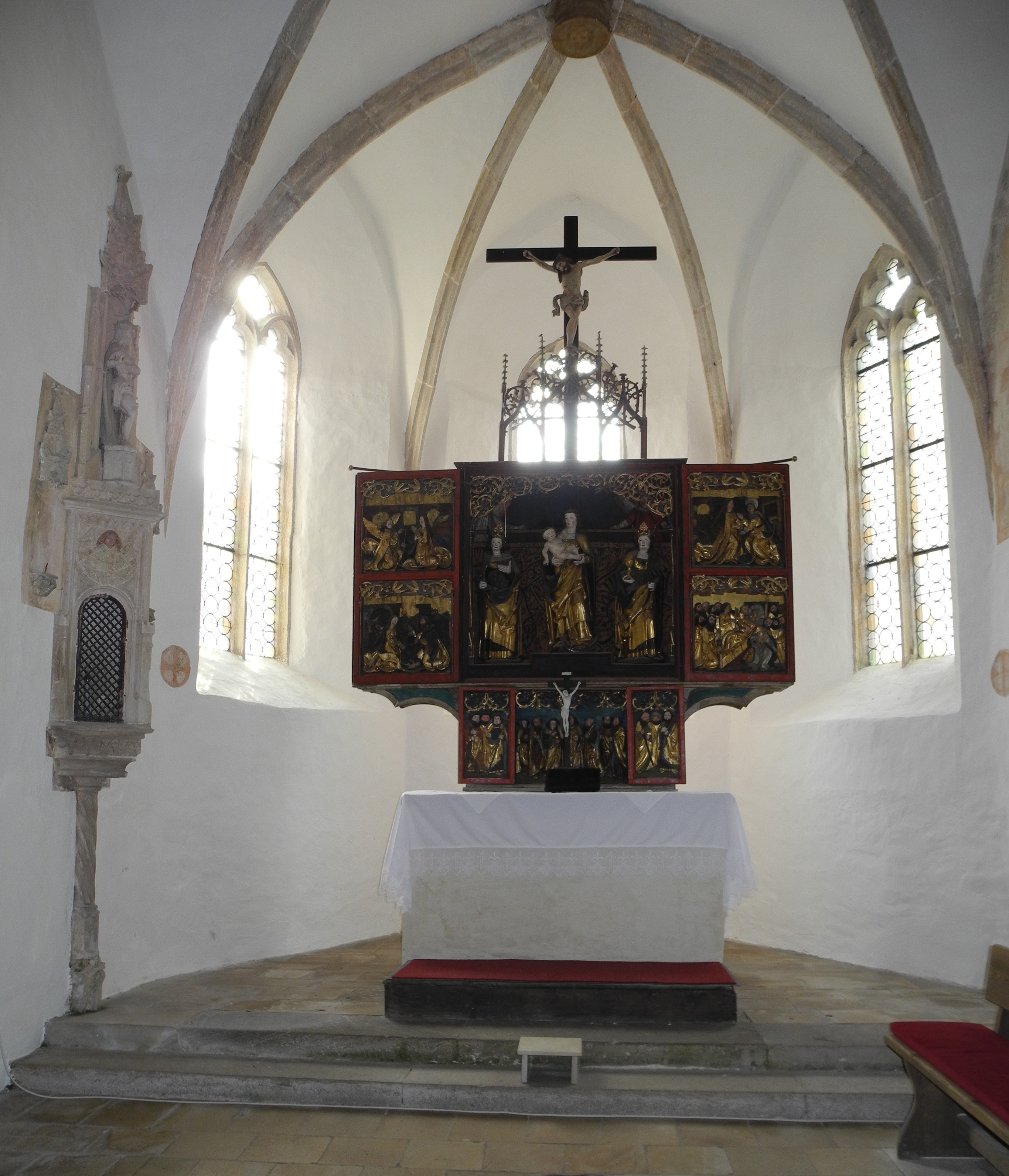
Apsis mit Altar und Sakramentshaus
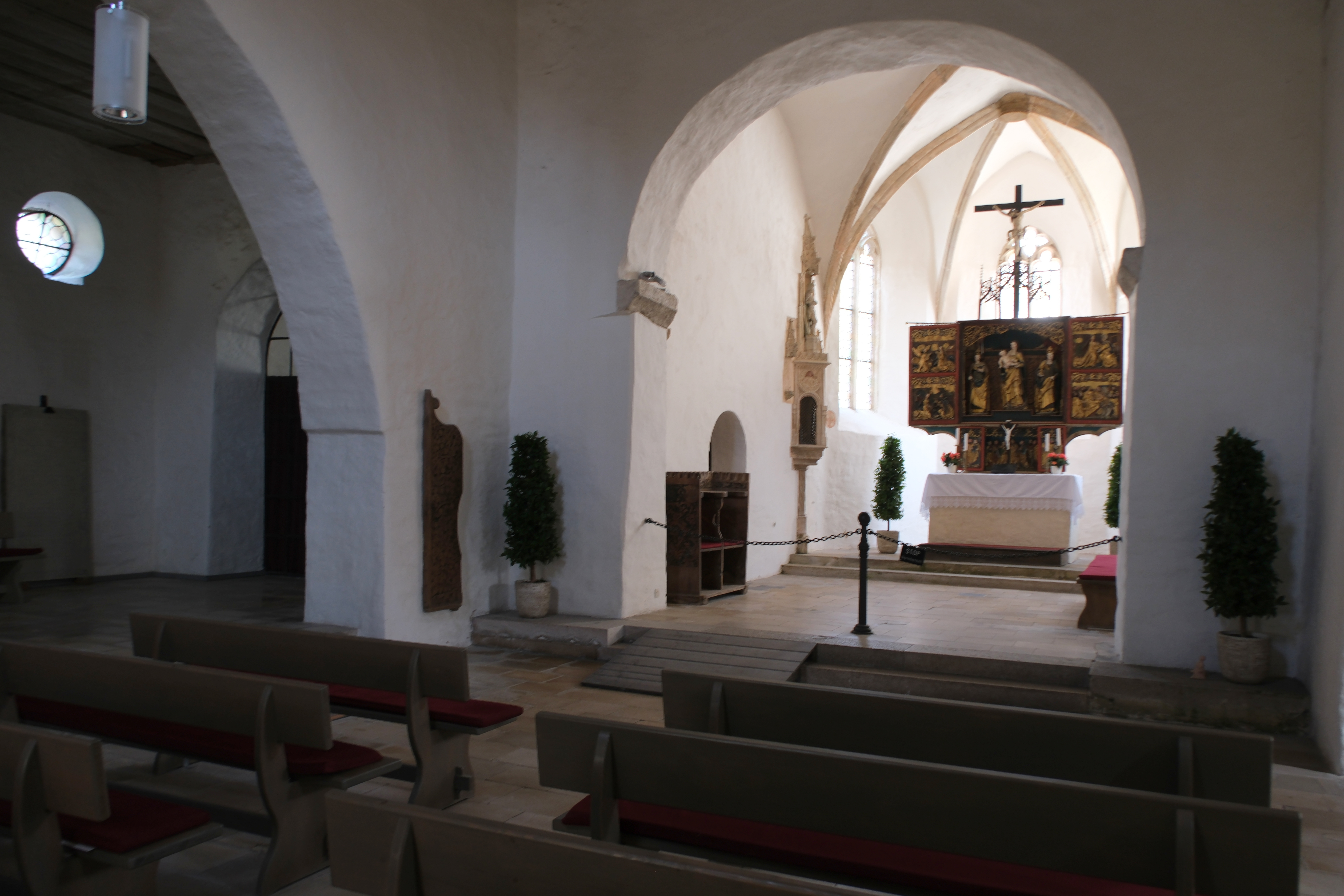
Apsis und Seitenschiffe sind gotische Ergänzungen
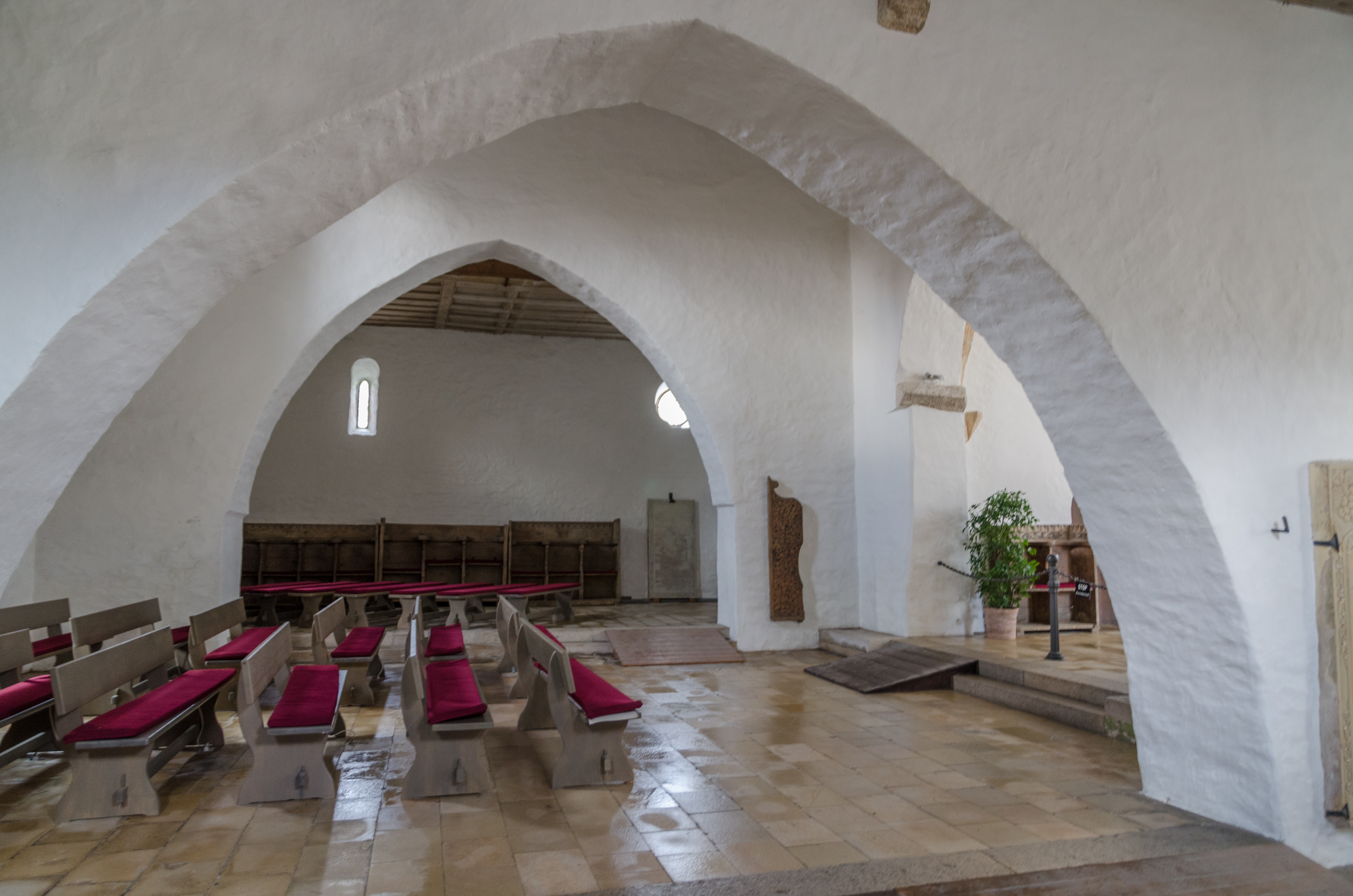
Spitzbogenarkaden
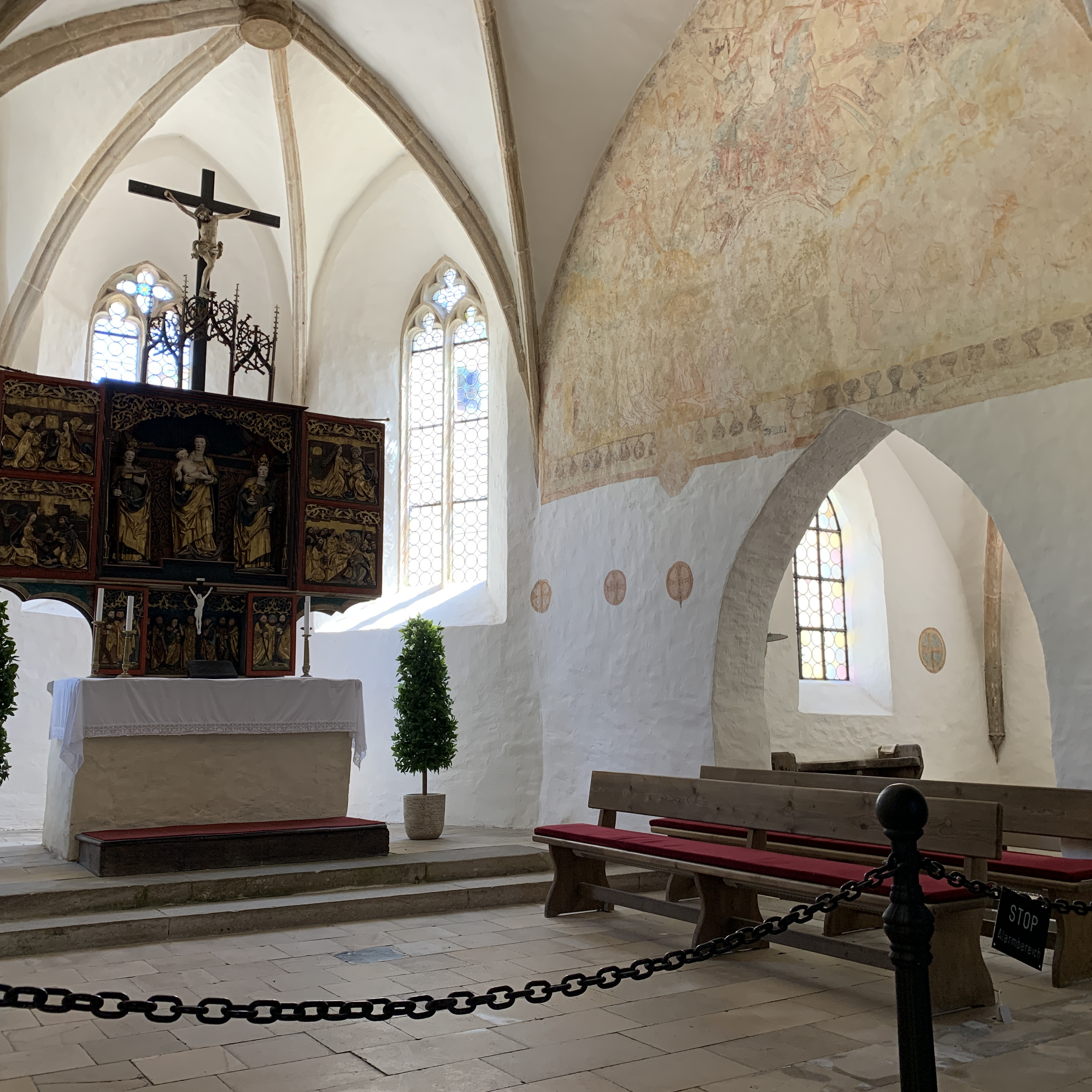
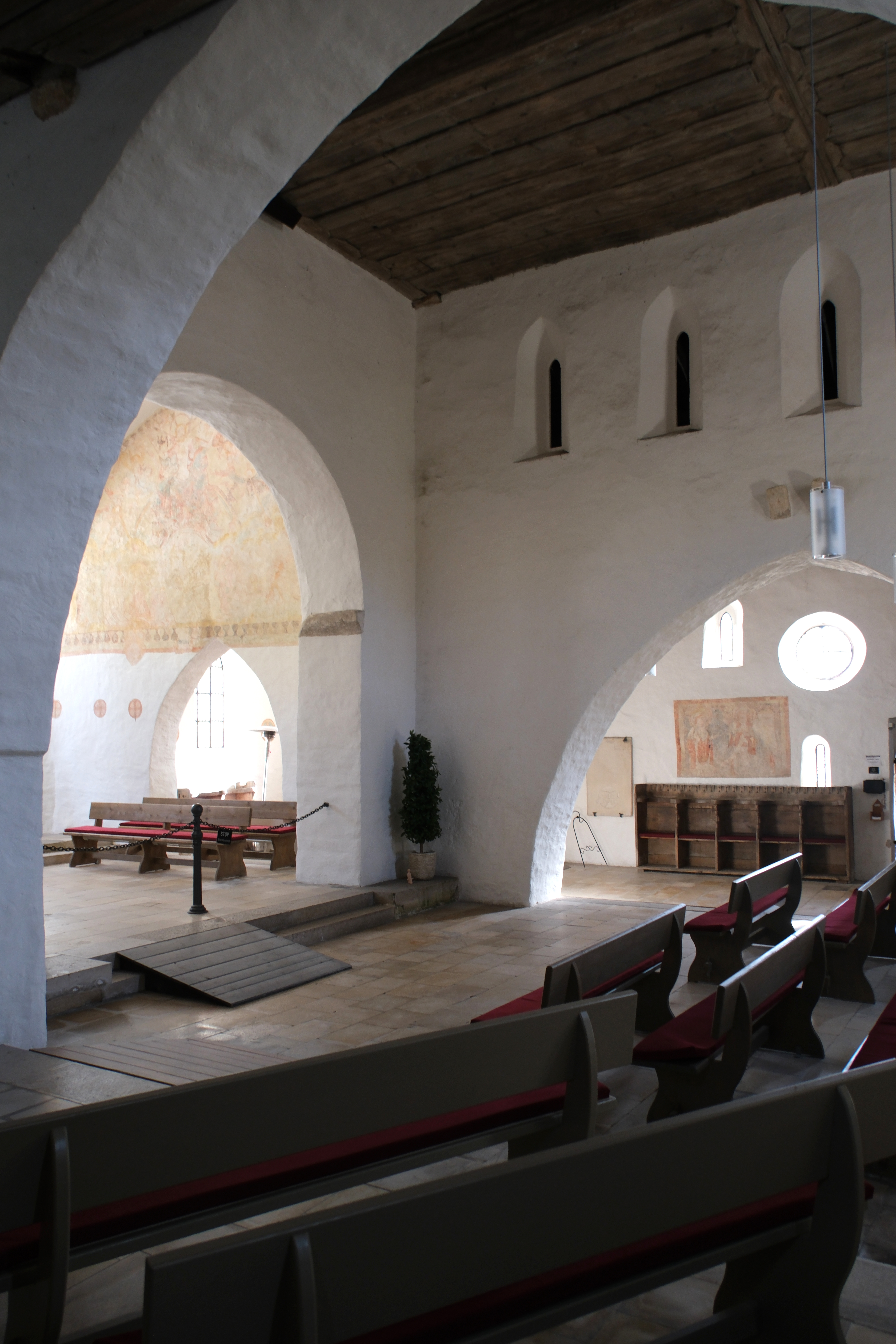
Schmale Fenster im Obergaden

## Friedhof
Als Todeskirche besitzt St. Gallus einen eigenen Friedhof. Innerhalb der mittelalterlichen Anlage steht das Friedhofshaus, ein eingeschossiger Walmdachbau aus dem 18. und 19. Jahrhundert. Die Mauer stammt aus dem 17. oder 18. Jahrhundert. Etliche Grabplatten des 17. bis 19. Jahrhunderts sind darin eingelassen. Der Torbogen ist von 1692. Südlich der Kirche liegen sechs bzw. östlich zwei freistehende Grabdenkmäler aus dem frühen 19. Jahrhundert. Eine kleine Grabtafel ist auf das Jahr 1824 datiert. Erwähnenswert sind die Grabmäler des Bürgermeisters Beck (1878), von Carl F.W. Stöber (1865) und der Malerin und Schriftstellerin Sophie Hoechstetter (1943), ferner ein weiteres, frühklassizistisches Grabmal mit Urnenaufsatz und Medaillon haltender Engelplastik sowie einige weitere Grabmäler (18. bis 20. Jahrhundert). Auf dem Gelände befindet sich ein Denkmal aus dem Jahr 1922, darauf wurden nachträglich die Jahreszahlen 1939 sowie 1949 eingemeißelt. Das Denkmal wird von zwei steinernen Kreuzen flankiert.